# Plitvica (Korana)
A Plitvica (más néven Surtuk-patak, vagy Sartuk-patak) egy patak Horvátországban, Lika-Zengg és Károlyváros megyében. A Korana bal oldali mellékvize.

## Leírása
A Plitvica a Kis-Kapela északkeleti lejtőin, a 920 méteres Sljemen alatt ered, majd 9,1 km megtétele után vize a 78 méter magas Nagy-vízeséssel (Veliki slap) zuhog alá a Plitvicei-tavak legalsó és legkisebb tavába a Novakovića Brodba, ahonnan egy újabb vízeséssel a Koranába ömlik. Két kis mellékvize a Zbel és a Čunica.